# شهرستان پینگشان (سیچوآن)
شهرستان پینگشان (به انگلیسی: Pingshan County) یک شهرستان در چین است که در ایبلین واقع شده‌است. شهرستان پینگشان ۱٬۴۳۷ کیلومتر مربع مساحت و ۳۱۰٬۰۰۰ نفر جمعیت دارد.